# Side Effects (canção)
"Side Effects" é uma gravada pela dupla de DJ americanos The Chainsmokers, gravada para o seu segundo álbum de estúdio Sick Boy. Conta com a participação da cantora e compositora compatriota Emily Warren. Foi escrito por Andrew Taggart, Warren, Tony Ann, Corey Sanders e Sylvester Willy Sivertsen, sendo produzido pelo último e The Chainsmokers. Foi lançado em 27 de julho de 2018 pelas gravadoras Disruptor Records e Columbia Records, após "Sick Boy", "You Owe Me", "Everybody Hates Me" e "Somebody".
A canção entrou em primeiro lugar na parada Dance/Mix Show Airplay da Billboard em 22 de setembro de 2018.

## Videoclipe
O videoclipe foi lançado em 21 de agosto de 2018 e dirigido por Matthew Dillon Cohen. O videoclipe foi filmado no Shore Club South Beach Hotel, em Miami, Flórida. É estrelado pela atriz americana Camila Mendes, conhecida por interpretar Veronica Lodge na série Riverdale. Mendes interpreta Riley, uma funcionária do hotel que recebe a noticia de seu chefe dizendo que ela terá que trabalhar durante todo o fim de semana. Ela, então, decide aproveitar e começa a retirar seu uniforme e dançar pelo hotel á noite ao som da música.  O videoclipe também conta com a participação de Andrew Taggart e Alex Pall, do The Chainsmokers.

## Faixas e formatos
| Download digital |                                                     |         |  |
| N.º              | Título                                              | Duração |  |
| 1.               | "Side Effects" (com a participação de Emily Warren) | 2:53    |  |

| Extended play (EP) de remixes |                                                          |         |  |
| N.º                           | Título                                                   | Duração |  |
| 1.                            | "Side Effects" (com Emily Warren) (Fedde La Grand remix) | 2:52    |  |
| 2.                            | "Side Effects" (com Emily Warren) (The Magician remix)   | 4:15    |  |
| 3.                            | "Side Effects" (com Emily Warren) (Nolan van Lith remix) | 3:04    |  |
| 4.                            | "Side Effects" (com Emily Warren) (Barkley remix)        | 2:27    |  |
| 5.                            | "Side Effects" (com Emily Warren) (Sly remix)            | 2:56    |  |

## Créditos
Lista-se abaixo todos os profissionais envolvidos na elaboração de "Side Effects", de acordo com o serviço Tidal:
- The Chainsmokers: produção
- Emily Warren: composição, vocais
- SLY: produção, composição
- Jordan Stilwell: mixagem
- Chris Gehringer: engenharia principal